# محاثة
المحاثة (بالإنجليزية: Inductance)‏ هي خاصية للدائرة الكهربائية تعمل على مقاومة أي تغير في التيار الكهربائي نتيجة للمجال المغناطيسي المصاحب لهذا للتيار، فكلما تغيرت قيمة التيار الكهربائي زيادةً أو نقصاناً في الدائرة يتغير مجاله المغناطيسي المصاحب له فتنتج في الموصل نفسه بالحث قوة دافعة كهربائية تحاول مقاومة التغيير الأصلي في التيار، وتسمى المحاثة الداخلية.
وحدة قياس المحاثة هي هنري.
عندما يحث تيار يتغير بمعدل 1 أمبير في الثانية جهداً بالحث مقداره 1 فولت فإن محاثة الدائرة الكهربائية تكون 1 هنري.

## تاريخ
اكتشفها الكيميائي والفيزيائي البريطاني ميكائيل فاراداي، في 29 أغسطس 1831.